# Herman Reinhold Taube
Herman Reinhold Taube, född 1672 i Karelen, död 1742, var en svensk militär.
Herman Reinhold Taube var son till ryttmästaren Claes Johan Taube och Helena von Zoege samt bror till Otto Ernst Taube. Han kom i tjänst 1690, blev fänrik vid garnisonsregementet i Narva 1698, löjtnant vid Ingermanländska dragonregementet 1700, kapten där 1701, major 1709 och överstelöjtnant vid Nylands infanteriregemente 1711. Taube var överste och chef för Nylands infanteriregemente 1737–1741.